# 김일성정치대학
김일성정치대학(金日成政治大學)은 조선민주주의인민공화국 평양시 형제산구역에 위치한 대학이다. 조선인민군 정치간부 양성을 목적으로 하고 있으며, 1945년 11월 17일에 개교했다.평양학원을 뿌리로 두고 있으며 제2군관학교, 김책군관학교를 거쳐 현재의 명칭으로 변경되었다.